# Hvergelmir
Na mitologia nórdica, Hvergelmir (nórdico antigo: "fonte de ebulição borbulhante") é uma fonte importante. Hvergelmir é atestado na Edda em verso, compilada no século XIII a partir de fontes tradicionais anteriores, e na Edda em prosa, escrita no século XIII por Snorri Sturluson. Na Edda em verso, Hvergelmir é mencionada numa única estrofe, que detalha que é o local onde flui o líquido dos chifres do veado Eikþyrnir, e que a nascente, "de onde nascem todas as águas", é a fonte de numerosos rios. A Edda em prosa repete esta informação e acrescenta que a fonte está localizada em Niflheim, que é uma das três principais fontes nas raízes primárias da árvore cósmica Yggdrasil (as outras duas são Urðarbrunnr e Mímisbrunnr), e que dentro da fonte estão uma grande quantidade de cobras e o dragão Níðhöggr.